# 中部地方の貸切バス事業者
中部地方の貸切バス事業者（ちゅうぶちほうのかしきりバスじぎょうしゃ）は、中部地方で貸切バス事業を営む（または、過去に営んでいた）事業者の一覧。
- 各事業者は原則的に本社所在地または、支社・営業所が所在する県に掲載するものとする。
- ▲印は会社事情により貸切バス事業を休止もしくは終了した事業者。

## 新潟県
- 泉観光バス
  - アイ・ケーアライアンス
- 魚沼中央トランスポート
- 越後交通
  - 南越後観光バス
- 越佐観光バス
- 大滝自動車工業
- 小千谷観光バス
- 柏崎タクシー
- 蒲原鉄道
- 銀嶺タクシー
- 頸城自動車
  - 糸魚川バス
  - くびき野バス
  - 頸南バス
  - 頸北観光バス
  - 東頸バス
- さくら観光 (新潟県)
- 山峡交通
- 昭和観光
- 聖篭タクシー
- セントラル観光
- 第一タクシー (新潟県)
- 高砂観光バス
- 中越交通
- ドリーム観光バス (新潟県)
- 新潟交通
  - 新潟交通観光バス
  - 新潟交通佐渡
- 新潟第一観光バス
- 日本海バス
- 日の出交通
- ひまわり観光 (新潟県)
- フィールド・あが
- 妙高ハブネット
- ▲枡形タクシー
- 村上自動車
- ゆきつばき観光

## 富山県
- 浅野観光
- 朝日観光バス
- アルペン交通
- イルカ交通
- 魚津交通
- エムアールテクノサービス
- オークスバス
- 海王交通
- クルーズ
- 桜井交通
- 新富観光サービス
- 西部観光
- 高岡交通
- 中部観光
- チューリップ交通
- となみ観光交通
- 砺波中央観光バス
- 富山交通
- 富山地方鉄道
  - 加越能バス
  - 立山黒部貫光
  - 富山地鉄北斗バス
- 滑川観光バス
- 伏木ポートサービス
- 平和観光バス
- 三島野観光

## 石川県
- 旭観光
- 北崎自動車工業
- 北日本観光自動車
- 金城交通
- 能登島交通
- 冨士交通
- 北陸鉄道
  - 北鉄加賀バス
  - 北鉄白山バス
  - 北鉄奥能登バス
  - 北鉄金沢バス
  - 北鉄能登バス
- 丸一観光
- 中島タクシー
- 中日本ツアーバス
- なるわ交通
- 日本海観光

## 福井県
- あわら観光
- 池田観光バス
- いづみ観光
- 永平寺観光
- 越前観光
- 大野観光自動車
- 奥越観光
- 勝山交通
- 京福バス
  - ケイカン交通
  - 福井交通
- 鯖江交通
- 鯖江高速観光バス
- サポート観光
- 山海交通
- 白山交通
- 敦賀海陸運輸
- 敦賀観光バス
- トマト観光
- 福井中央観光
- 福井鉄道
  - 福鉄商事
  - レインボー観光自動車
- 福井バス
- 三国交通
- 三福観光バス
- 若狭交通

## 山梨県
- 芦安観光タクシー
- 新倉観光バス
- 飯丘観光
- 一宮交通
- 上野原観光
- 栄和交通
- 忍野タクシー
- 茅ヶ岳観光バス
- ▲北富士観光
- 峡西交通
- 日下部観光バス
- 国母観光自動車
- コミニティ交通 (山梨県)
- 敷島観光バス
- 城南観光バス
- スエヒロ観光
- ▲西部交通
- 第一観光 (山梨県)
- 玉観光バス
- 中央観光 (山梨県)
- 西東京観光バス
- 韮崎観光自動車
- 東富士観光自動車
- 日之出観光自動車
- 笛吹観光自動車
- 富士急行
  - 富士急バス
- ▲かえる交通（旧：柳原観光）
- ▲山梨観光バス
- 山梨峡北交通
- 山梨交通
- 山梨中央交通
- 竜王交通

## 長野県
- アリーナ
- アルピコグループ
  - アルピコ交通
  - アルピコタクシー
  - アルピコハイランドバス
- 伊那バス
  - 伊那タクシー
- 上田バス
- エムライン
- おんたけ交通
  - おんたけタクシー
- 金子
- 関電アメニックス
- 共和観光バス
- 草軽観光バス
- クラウン交通
- 五色の湯旅館（五七観光バス）
- 佐久平観光バス
- 志賀高原交通
- 志麻（シーマ観光バス）
- 信州観光バス
- 信南交通
- シンリク観光
- 裾花観光バス
- 西武観光バス
- 千曲バス
  - 東信観光バス
- ダイヤモンドバス
- 茅野バス観光
- 中央グリーン観光バス
- 長電バス
- 長野観光バス
- 長野急行バス
- 根羽観光バス
- ヒロモト観光バス
- 平成交通
- マツカワ観光バス
- 丸子観光バス
- 森宮交通
- 山谷観光バス
- ゆうざん観光
- 和田バス

## 岐阜県
- M・S観光バス
- ZIPANGバス
- 愛岐観光
- 揖斐川観光バス
- 揖斐タクシー
- 伊吹交通
- エスライン・ギフ
- 小坂自動車
- 大垣バス観光
- 加神観光
- かのう交通
- 加茂観光バス
- 川島タクシー
- 北恵那交通
- 岐阜乗合自動車
- 岐阜羽島観光バス
- 共栄観光バス
- 久々野観光
- 郡上交通
- 下呂交通
- ごとう観光バス
- 白鳥交通
- 新興交通
- スイトトラベル
- スカイ観光
- 杉山陸運
- 西濃交通
- 西濃自動車
- 西濃ラインホリ
- 高山観光バス
- 大光商事
- 中部観光
- 東亜交通
- 東海特殊観光サービス
- 東濃鉄道
- 徳伸観光バス
- ドライビングサービス
- 長良観光バス
- 南濃レンタカー
- 西美濃観光バス
- 日タク観光バス
- ニュー飛騨観光バス
- 丹生川観光
- 濃飛トラベル
- 濃飛乗合自動車
- 萩原交通
- 白山タクシー
- 八幡観光バス
- ヒダタクシー
- 斐太バス
- 日の丸タクシー観光バス
- 舟山バス
- 平和コーポレーション
- 細江建築
- 飛馬交通
- 瑞穂タクシー
- 南飛騨観光バス
- 名北バス
- 養老観光

## 静岡県
- ア･ク･ト
- アクト観光
- あさひ観光バス
- アンビ・ア
- 伊豆箱根バス
- イハラ観光
- ウィステリア観光
- ▲エステーシー（シグマ観光）
- 遠州鉄道
- オーワ
- カナヤ観光
- 金原運輸
- 黒田観光
- 恋路企画（すそのバス）
- ▲さくら交通 (静岡県)（2021年4月1日付で鯱バスに吸収合併）
- 寒川運輸
- 静岡羽毛販売（キャビンバス）
- 静岡交通
- 静鉄グループ
  - 秋葉バスサービス
  - 掛川バスサービス
  - 静鉄小型バス
  - しずてつジャストライン
  - 静鉄ジョイステップバス
- 島田バス
- 信興バス
- 新富士観光バス
- 杉崎観光バス
- ▲スター観光
- スルガ観光
- 清観光
- セイシン観光バス
- ▲タイセイ観光バス
- 大鉄アドバンス
- 高田興業
- 中部観光バス
- つかさ観光バス
- 東海バス
- 東豆観光
- トウブ急行バス
- ドリーム観光バス
- ドルフィン観光バス
- なゆた観光自動車
- ニコー
- 西東京観光バス
- 日本平自動車
- ニュー浜名湖バス
- ▲榛南タクシー
- 萩原自動車商会
- ハトリ観光バス
- 浜松バス
- 平野工業（ハニーバス）
- 富士急グループ
  - 富士急静岡バス
  - 富士急シティバス
- 富士中央観光バス
- 平安サービス
- ホノルル急行
- 松浦梱包輸送（ジーネット）
- 丸勇交通
- 三嶋観光バス
- ミズノグループ（プリンセス観光バス）
- ミナト商事
- みやび観光バス
- 安谷観光自動車
- 吉田観光
- ライフサービス
- ラビット急行
- レジャー開発観光バス

## 愛知県
- アイサン交通
- 愛知バス
- あおい交通
- AMA交通
- いな穂観光バス
- 犬山ツーリスト
- 栄伸観光
- 渥美交通
- えびす交通
- オーワ (愛知県)
- 岡陸タクシー
- おぺお
- 加神観光バス
- GINGA
- グリーントラベル
- KI観光バス
- KRB観光バス
- ▲興和自動車運輸
- さるびあ交通
- ▲サンテック観光
- ジェイアール東海バス
- 鯱バス
- 新生観光サービス
- 西三交通
- ゼッドスタッフ（尾張信長観光バス）
- 大興タクシー
- 帝産観光バス
- つばめ自動車
  - 愛知つばめ交通
- TT観光自動車
- 帝産観光バス
- 東部観光
- トラスト
- 名古屋国際観光バス
- 名古屋滋賀交通
- ナゴヤシップサービス
- 名古屋バス
- ナンバーワン
- 聖観光
- 富士観光
- フジキュー整備
- 豊栄交通
- ボンセジュール観光
- 名阪近鉄バス
- レスクル
- ワールド交通
- 名鉄グループ
  - 知多乗合
  - 豊鉄観光バス
  - 豊鉄バス
  - 名鉄観光バス
  - 名鉄バス